# Fontainebleau

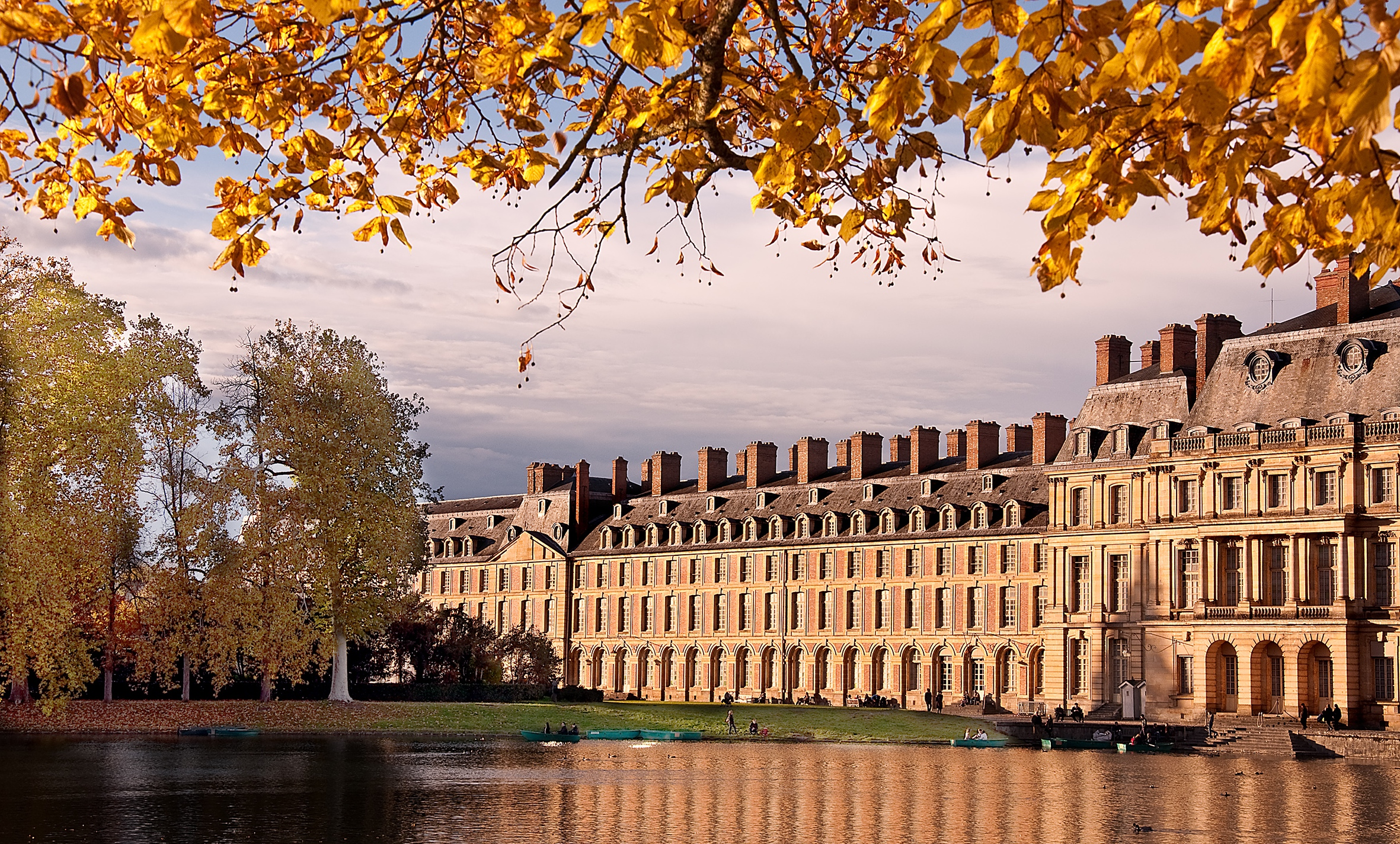
Pałac

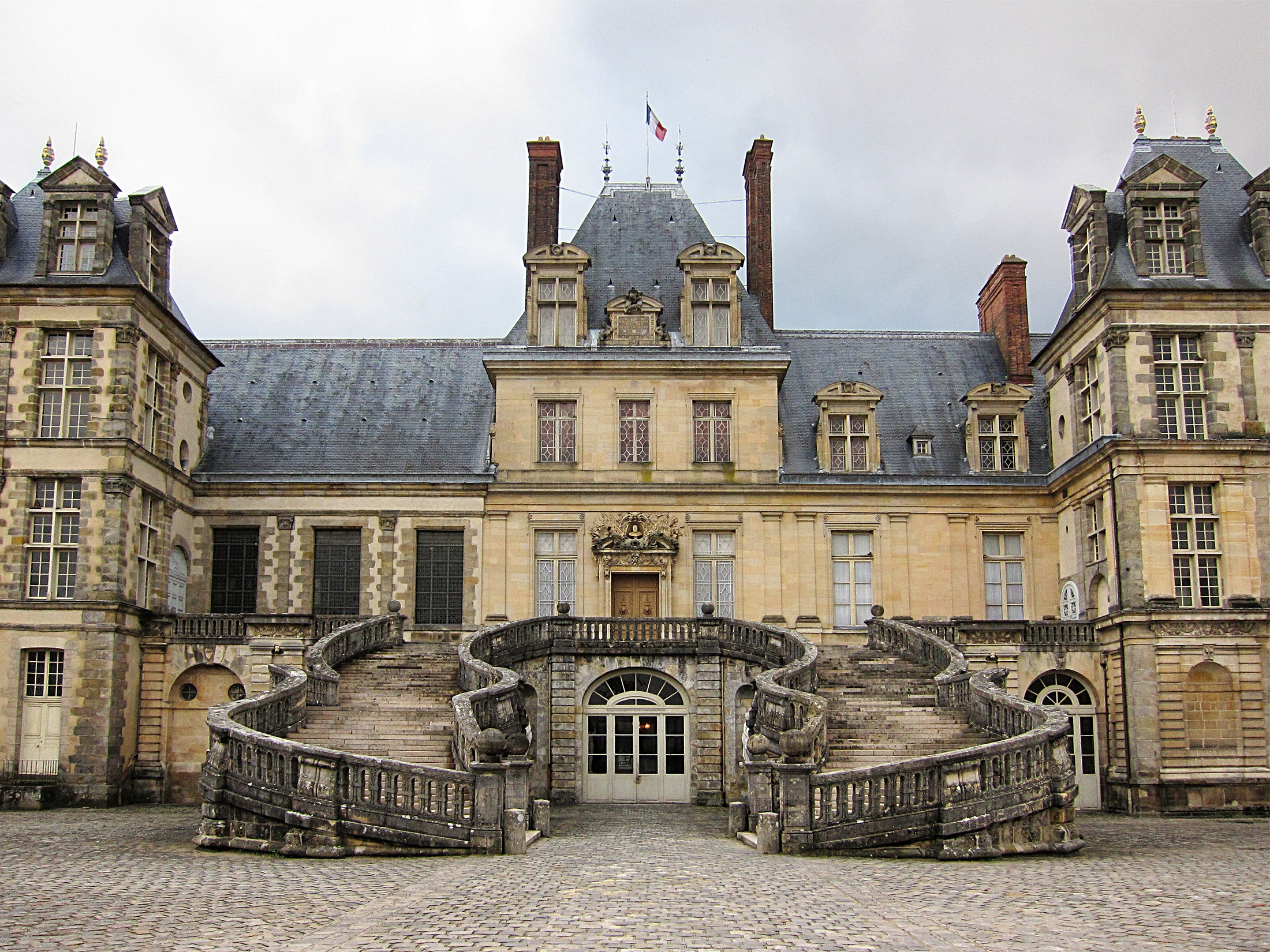
Schody pałacowe

Fontainebleau – miasto i gmina we Francji, w regionie Île-de-France, w departamencie Sekwana i Marna, 60 km na południowy wschód od Paryża, nad Sekwaną.
Według danych na rok 1999 gminę zamieszkiwały 15 942 osoby, a gęstość zaludnienia wynosiła 93 osób/km². Wśród 1287 gmin regionu Île-de-France Fontainebleau plasuje się na 185. miejscu pod względem liczby ludności, natomiast pod względem powierzchni na miejscu 1.

## Etymologia
Pochodzenie nazwy Fontainebleau nie jest jasne. Pierwszy człon nazwy – fontaine oznacza w języku francuskim źródło. Drugi według różnych teorii pochodzi od psa myśliwskiego nazwanego Bleau, który miał odkryć owo źródło, osoby imieniem Bleaud lub Bliaud, do której należało to źródło bądź od słów belle (piękna) i eau (woda).

## Zabytki
W Fontainebleau znajduje się jeden z największych we Francji zespołów pałacowo-parkowych – dawna rezydencja królewska. Jej najstarsze pozostałości pochodzą z XII wieku (w kronikach jako siedziba władcy widnieje od 1137 roku). Za czasów Franciszka I Walezjusza pałac zaczęto rozbudowywać (1527), tworząc z pałacu istotny ośrodek sztuki renesansowo-manierystycznej (tzw. szkoła z Fontainebleau). Kolejni władcy (od Henryka II Walezjusza do Napoleona Bonaparte) rozbudowywali i dekorowali rezydencję. Swój ślad odcisnęły tu takie dynastie jak Walezjuszowie, Kapetyngowie, Burbonowie, d’Orlean, Bonaparte. Napoleon zwykł mawiać o zamku: „prawdziwy dom francuskich monarchów”. W zamku Fontainbleau jest ponad 1500 pokoi oraz 3 kaplice, znajdują się tu także pokoje papieskie przygotowane dla Piusa VII w roku 1804 z okazji koronacji Napoleona na cesarza.
W 1560 w Fontainebleau odbyło się zgromadzenie notablów. Większość z zebranych domagała się reform w kościele francuskim oraz tolerancji religijnej dla hugenotów. 6 kwietnia 1814 roku Cesarz Francji Napoleon I podpisał tu swoją abdykację. Na głównym dziedzińcu, na który prowadzą imponujące schody, pożegnał się ze swoimi wiernymi gwardzistami.
Obecnie pałac stanowi muzeum. Pałac i otaczający go park (w tym ogród angielski z XIX wieku) zostały wpisane na listę światowego dziedzictwa UNESCO.

## Przyroda
Miasto otacza wielki kompleks leśny o powierzchni ok. 25 tys. ha, zwany powszechnie Lasem Fontainebleau (franc. La forêt de Fontainebleau), będący od dziesięcioleci jednym z głównych ośrodków wypoczynku weekendowego mieszkańców aglomeracji paryskiej.
W kompleksie leśnym występują formacje skalne zbudowane z piaskowca z Fountainebleau. Ze względu na swój skład mineralny (praktycznie czysty kwarc) oraz jednorodną porowatość i przepuszczalność, piaskowiec ten jest używany jako materiał referencyjny w geologii.

## Wspinanie sportowe
Z uwagi na skupiska oryginalnych formacji skalnych otoczenie Fontainebleau jest jednym z największych rejonów bulderowych na świecie.

## Nawiązania w kulturze
Nazwa miejscowości występuje w piosence Krystyny Giżowskiej i Bogusława Meca W drodze do Fontainebleau.

## Miasta partnerskie
- Konstancja, Niemcy
- Richmond, Wielka Brytania
- Siem Reap, Kambodża
- Lodi, Włochy